# Abu l-A'la Maududi
Sayyid Abu l-Aʿla Maududi (Urdu: ابو الاعلى مودودی o, secondo la versione araba, Abū l-Aʿlā al-Mawdūdī (أبو الأعلى المودودي), talora indicato all'inglese col nome Maudoodi o anche Mawdudi; Aurangabad, 25 settembre 1903 – Buffalo, 22 settembre 1979) è stato un teologo, politico e filosofo pakistano, conosciuto anche come Mawlānā (Maulana) o sceicco Sayyid Abul A'la Mawdudi o Abul Ala Maududi, e considerato uno fra i più importanti pensatori musulmani del XX secolo.
Figura politica di primo piano nella sua patria Pakistan, fondò il partito politico chiamato Jamaat-e-Islami.
Fra i suoi lavori scritti, Maududi è ricordato per la sua esegesi coranica (tafsīr ) The Meaning of the Qur'an (Tafhim ul-Quran (lett. "La comprensione del Corano").

## Gioventù
Abu l-Aʿla Maududi nacque il 25 settembre 1903 ad Aurangabad (Pakistan), all'epoca parte dello stato principesco di Hyderabad (attualmente Maharashtra), India). Il padre di Maududi era l'avvocato Ahmad Hasan e Abu l-Aʿla Maududi era il più giovane dei suoi due fratelli.
Maududi in giovanissima età ricevette in casa la propria istruzione. Presto fruì però di un'istruzione formale e completò i suoi studi secondari nella Madrasa Furqaniyya. Per i suoi successivi studi frequentò la Darul Uloom (dall'arabo Dār al-ʿulūm) di Hyderabad. Tali ultimi studi tuttavia furono intralciati dal precario stato di salute e dalla successiva morte del padre ed egli completò il suo iter formativo al di fuori dei percorsi d'istruzione istituzionali.

## Fondazione della Jamaat-e Islami
Nel 1941, Maududi fondò la Jamaat-e Islami (JI) nell'allora India britannica, forgiandola come un movimento politico-religioso col fine di promuovere i valori e le pratiche dell'Islam. Dopo la spartizione dell'India, la JI si ricollocò nel panorama del nuovo Stato del Pakistan, nato nel 1947, che egli auspicava assumesse un volto decisamente più legato all'Islam di quanto non si proponessero invece i suoi Padri-fondatori. La JI è al momento il più antico partito religioso del Pakistan.
Con la spartizione del sub-continente indiano, la JI si divise in numerosi gruppi. L'organizzazione guidata da Maududi è al momento nota come Jamaat-e Islami Pakistan. Esistono anche la Jamaat-e Islami Hind, la Jamaat-e Islami Bangladesh e gruppi autonomi nel Kashmir indiano, come pure in Sri Lanka.
Maududi fu eletto primo Amir (lett. "comandante", ma qui nel senso di "Guida, Presidente" ) della Jamaat-e Islami e conservò tale carica fino al 1972 allorché lasciò tale responsabilità per motivi di salute.
Nel 1953, la JI e altre organizzazioni religiose chiesero che i musulmani dell'Ahmadiyya fossero ufficialmente dichiarati non-musulmani e dai successivi scontri di piazza che si ebbero scaturirono 2.000 morti fra gli aderenti solo della Ahmadiyya nel Punjab pakistano.

## Islam e politica
Maududi formulò il concetto di "teo-democrazia,", identificando nei tre principi del tawḥīd (unità e unicità di Dio), della risala (profezia) e della khilāfa (califfato) gli elementi strutturali del sistema politico islamico. Maududi asserisce che la democrazia islamica è antitetica rispetto al concetto occidentale e secolare di democrazia, basata sulla ḥakimiyya (sovranità) del popolo. In una democrazia islamica la sovranità di Dio e quella del popolo si escludono reciprocamente. Maududi asserisce che un governo islamico deve accettare la supremazia della Legge islamica (sharīʿa ) che deve compenetrare ogni aspetto della vita politica e religiosa. La dottrina politica di Maududi è basata essenzialmente sull'unicità di Dio (tawḥīd ) espressa nell'Islam, per cui l'uomo ha una posizione di assoluta dipendenza verso il Creatore, non è quindi responsabile del suo destino in quanto è soggetto ad errore e ad imperfezione. Solo riconoscendo Dio la posizione dell'uomo si può elevare, e quest'ultimo dovrà gestire gli affari del mondo secondo le direttive impostegli da Dio. In Mawdūdī il concetto di tawḥīd sfocia inevitabilmente anche nella politica, quindi in un pensiero che, ritenendo l'unica sovranità possibile quella di Dio, esclude ogni altro tipo di sovranità. In questo modo l'ideologia dell'Islam appare come un progetto totalizzante che non può essere diviso: si deve ammetterlo per intero o rifiutarlo per intero. La certezza della sovranità di Dio implica la superiorità di una vita autenticamente islamica nei confronti di tutti gli altri sistemi sociali inventati dall'uomo..

## Opere principali
Maududi ha pubblicato numerosi libri, fra cui:
- Tafhim ul-Quran (lett. La comprensione del Corano)
- Let Us Be Muslims
- The Islamic Movement
- Islam: The Way of Revival
- Jihad in Islam
- Caliphs and Kings
- Human Rights in Islam
- Introduction of Islam
- Economic Problem of Man and its Islamic Solution
- Economic System of Islam
- Islamic Law and its Introduction in Pakistan
- Islamic Way of Life
- Khutabat: Fundamentals of Islam
- Letters and Issues
- The Meaning of the Qur'an
- Qadiani Problem
- The Rights of Minorities in the Islamic State
- Social System of Islam
- System of Government under the Holy Prophet
- Towards Understanding Islam
- Towards Understanding the Qur'an